# Pielniwo (rejon miorski)
Pielniwo – dawny folwark. Tereny, na których leżał, znajdują się obecnie na Białorusi, w obwodzie witebskim, w rejonie miorskim, w sielsowiecie Nowy Pohost.

## Historia
W czasach zaborów w powiecie dzisieńskim, w guberni wileńskiej Imperium Rosyjskiego.
W latach 1921–1945 folwark leżał w Polsce, w województwie wileńskim, w powiecie dziśnieńskim (od 1926 w powiecie brasławskim) w gminie Nowy Pohost.
Powszechny Spis Ludności z 1921 roku wymienia folwarki Pielniwo I i Pielniwo II. W folwarku Pielniwo I zamieszkiwało 26 osób, 18 było wyznania rzymskokatolickiego a 8 prawosławnego. Jednocześnie 9 mieszkańców zadeklarowało polską a 17 białoruską przynależność narodową. Były tu 3 budynki mieszkalne. Folwark Pielniwo II zamieszkiwało 6 osób, wszystkie były wyznania rzymskokatolickiego i zadeklarowały polską przynależność narodową. Był tu 1 budynek mieszkalny. W 1931 w 3 domach zamieszkiwało 18 osób.
Wierni należeli do parafii rzymskokatolickiej i prawosławnej w Nowym Pohoście. Miejscowość podlegała pod Sąd Grodzki w Drui i Okręgowy w Wilnie; właściwy urząd pocztowy mieścił się w Nowym Pohoście.